# Shane Paul McGhie
Shane Paul McGhie (* 26. November 1993 in Los Angeles, Kalifornien) ist ein US-amerikanischer Filmschauspieler.

## Leben
Shane Paul McGhie wurde in Los Angeles im US-Bundesstaat Kalifornien geboren. Nach seinem Highschool-Abschluss im Juni 2011 besuchte er ein Jahr lang die Universität Cal State Northridge und wechselte dann auf die University of Southern California, wo er 2016 seinen Bachelor of Fine Arts machte.
McGhie ist am bekanntesten durch seine Auftritte in Fernsehserien wie Unbelievable und Greenleaf, sowie dem romantischen Drama After Passion.
McGhie wurde mehrmals vom deutschen Synchronsprecher Kaze Uzumaki synchronisiert.

## Filmografie
- 2017: NBA 2K18 – MyPlayer / DJ (Videospiel)
- 2017: Criminal Minds – Hunter (Fernsehserie, Folge 13x5)
- 2017: Shameless – Jude Toussaint (Fernsehserie, Folge 8x5)
- 2018: Sacred Lies – Jude Leland (Fernsehserie, 4 Folgen)
- 2019: Was Männer wollen – Jamal Barry
- 2019: After Passion – Landon
- 2019: Unbelievable – Connor (Fernsehserie, 3 Folgen)
- 2019: Foster Boy: Allein unter Wölfen – Jamal Randolph
- 2019: Greenleaf – Dante (Fernsehserie, 6 Folgen)
- 2019: Dolly Partons Herzensgeschichten – Lincoln Dollarhyde (Fernsehserie, Folge 1x5)
- 2020: The Last Shift
- 2020: After We Collided
- 2020: Deputy – Einsatz Los Angeles (Fernsehserie, 13 Folgen)